# Philodendron riparium
Philodendron riparium är en kallaväxtart som beskrevs av Adolf Engler. Philodendron riparium ingår i släktet Philodendron och familjen kallaväxter. IUCN kategoriserar arten globalt som sårbar.
Artens utbredningsområde är Ecuador. Inga underarter finns listade.